# Joodse begraafplaats (Bad Nieuweschans)
In Bad Nieuweschans ligt een vrij grote Joodse begraafplaats aan de Bunderpoort. De Joodse gemeente begon al vroeg in haar ontstaan: rond 1630. Op verschillende plaatsen werden de doden begraven. Koning Willem gaf de Joden toestemming een eigen begraafplaats op te richten.
In 1854 vroegen de Joden uit het Duitse Bunde of zij ook van de begraafplaats gebruik mochten maken. Men was niet eensgezind, maar stond het uiteindelijk wel toe. De Joden uit Nieuweschans betaalden 75 cent voor hun graf, terwijl de Duitsers fl. 12,50 op tafel moesten leggen. Vijftien graven werden voor de Bunders gereserveerd, maar uiteindelijk vonden er zestien hun laatste rustplaats. De Bunders werden tot 1873 in Nieuweschans begraven. Waarschijnlijk hebben zij na die tijd uitgekeken naar een andere (goedkopere) locatie.
In 1876 kwam op de begraafplaats een stenen metaheerhuis te staan. De meeste metaheerhuisjes op Groningse begraafplaatsen waren van hout. Het metaheerhuis staat er nog steeds en is sinds 1973 een rijksmonument. Ook is nog een deel van de oorspronkelijke gracht aanwezig. Op de begraafplaats staan 45 grafstenen, maar er zijn twee dubbele graven.
Ook de Joodse begraafplaats van Bellingwolde was eigendom van de Joodse gemeente van Nieuweschans. Deze gemeente was al ruim voor de Tweede Wereldoorlog op haar retour. De bouwvallige synagoge sloot al in 1925 haar deuren. In 1948 werd de gemeente officieel ontbonden en bij die van Stadskanaal gevoegd.